# 捷運機場線先導公車
捷運機場線先導公車為桃園捷運機場線之捷運先導公車路線，由三重客運營運，2014年10月24日起闢駛，2019年4月8日起停駛。此路線由新北市政府交通局與桃園市政府交通局合作設立，為新北市首條深入桃園市境內的快速公車路線（途中行經中山高速公路）結合捷運先導與快速公車性質，提供國道客運外前往臺灣桃園國際機場之另一選擇；並也作為桃園市南崁、龜山地區與新北市林口、新莊、三重、蘆洲等地區額外聯繫路線，帶動交通觀光。
為解決外國人識別問題，本線於2014年12月17日獲配路線編號「986」，自2015年1月1日正式使用。2016年4月1日起延駛至蘆洲總站，當時路線資訊起點名稱尚未改名，依然是捷運徐匯中學站-桃園國際機場，後於5月中旬更改。

## 路線基本資料
桃園捷運系統機場線於2017年3月通車，本捷運機場線先導公車路線已於2019年4月8日起停駛。

### 分段點
高公局站、林口長庚醫院—林口A9站、台茂站。

## 停靠站
| 论 编 | 捷運機場線先導公車（蘆洲總站 ↔ 桃園機場） |  |
| |                                           |  |
| 捷運蘆洲站 - 民族路口 - 空中大學 - 捷運三民高中站 - 蘆洲區公所 - 鷺江國小 - 溪墘 - 捷運徐匯中學站 - 幸福戲院 - 捷運三和國中站 - 格致中學 - 和平公園 - 忠孝路 - 捷運三重站 - 菜寮（重陽路） - 三重稅捐分處 - 修德國小 - 大智街口 - （中山高速公路） - ▲高公局 - （中山高速公路） - ◆林口長庚醫院 - ◆華夏大飯店 - ◆林口A9站（往程八德路、返程龜山一路） - （中山高速公路） - 長榮 - 南崁 - ▲台茂購物中心 - 下南崁 - 南亞(好市多) - 溪州 - 台灣松下 - 三商 - 水尾 - 八股路口 - 下水尾 - 菓林 - 崁下 - 崁上 - 樹仔坡 - 貨運站（華儲） - 航郵中心 - 桃園機場一航站 （往程下客處、返程第八月臺） - 桃園機場二航站（往程下客處、返程第七月臺） |                                           |  |
| ▲ 分段點， ◆ 分段緩衝區 |                                           |  |

### 轉乘站點
- 台北捷運橘線蘆洲站
- 台北捷運橘線三民高中站
- 台北捷運橘線徐匯中學站
- 台北捷運橘線三和國中站
- 台北捷運橘線以及桃園捷運機場線三重站（機場線僅普通車停靠）
- 桃園捷運機場線長庚醫院站（普通車/直達車）
- 桃園捷運機場線林口站（普通車）
- 桃園捷運機場線機場第一航廈站（普通車/直達車）
- 桃園捷運機場線機場第二航廈站（普通車/直達車）
- 於停站南崁至崁下之間，可轉乘桃園捷運綠線先導公車GR路線。

## 外部連結
- 三重客運 （页面存档备份，存于）
- 新北市公車動態系統 （页面存档备份，存于）
- 暢行台北公車客運資訊站的Facebook專頁